# Emil Larsen (piłkarz)
Emil Larsen (ur. 22 czerwca 1991 w Kopenhadze) – duński piłkarz występujący na pozycji pomocnika. Olimpijczyk (2016).

## Kariera klubowa
Larsen karierę seniorską rozpoczął w 2009 roku w Lyngby BK. W 2010 roku wywalczył z klubem awans do Superligaen. Dwa lata później jego zespół spadł do 1. division. Również w 2012 roku Larsen opuścił Lyngby, przechodząc do Odense Boldklub, z którym podpisał czteroletni kontrakt. 22 stycznia 2016 roku został zawodnikiem Columbus Crew. Latem 2016 roku opuścił amerykański zespół i powrócił do Lyngby. W lipcu 2017 roku ogłosił zakończenie kariery w związku z kontuzją kolana.

## Kariera reprezentacyjna
Larsen występował w młodzieżowych reprezentacjach Danii. W 2016 roku znalazł się w kadrze na igrzyska olimpijskie, na których rozegrał 3 spotkania.
W pierwszej reprezentacji Danii zadebiutował 14 listopada 2012 roku w towarzyskim meczu przeciwko Turcji. Na boisku pojawił się w 46. minucie meczu, zastępując Caspera Slotha. Łącznie w seniorskiej kadrze rozegrał 5 oficjalnych spotkań w latach 2012–2014.
| Mecze w reprezentacji | Mecze w reprezentacji | Mecze w reprezentacji | Mecze w reprezentacji | Mecze w reprezentacji | Mecze w reprezentacji |
| 2012                  | 2012                  | 2012                  | 2012                  | 2012                  | 2012                  |
| --------------------- | --------------------- | --------------------- | --------------------- | --------------------- | --------------------- |
| 1.                    | 14.11.2012            | Stambuł, Turcja       | Turcja                | 1:1                   | towarzyski            |
| 2013                  |                       |                       |                       |                       |                       |
| 2.                    | 11.10.2013            | Kopenhaga, Dania      | Włochy                | 2:2                   | el. MŚ 2014           |
| 3.                    | 15.10.2013            | Kopenhaga, Dania      | Malta                 | 6:0                   | el. MŚ 2014           |
| 4.                    | 15.11.2013            | Herning, Dania        | Norwegia              | 2:1                   | towarzyski            |
| 2014                  |                       |                       |                       |                       |                       |
| 5.                    | 05.03.2014            | Londyn, Anglia        | Anglia                | 0:1                   | towarzyski            |